# Guriezo
Guriezo település Spanyolországban, Kantábria autonóm közösségben. Guriezo Castro Urdiales, Turtzioz, Rasines, Ampuero és Liendo községekkel határos. Lakosainak száma 2458 fő (2024).

## Népesség
A település népessége az elmúlt években az alábbi módon változott:
| Lakosok száma | 1765 | 1953 | 2145 | 2303 | 2419 | 2383 | 2358 | 2354 | 2432 | 2458 |
|               | 2001 | 2004 | 2007 | 2009 | 2012 | 2014 | 2017 | 2019 | 2022 | 2024 |